# Liste der Einträge im National Register of Historic Places im Cedar County (Iowa)

Lage des Cedar County in Iowa

Die Liste der Einträge im National Register of Historic Places im Cedar County in Iowa führt die Bauwerke und historischen Stätten im Cedar County auf, die in das National Register of Historic Places aufgenommen wurden.

## Legende
| NRHP | Historic Place             |
| HD   | Historic District          |
| NHL  | National Historic Landmark |

## Aktuelle Einträge
| [ 2 ] | Name                                              | Bild                                              | Eintragsdatum        | Lage | Ort         | Beschreibung                                                                                  |
| ----- | ------------------------------------------------- | ------------------------------------------------- | -------------------- | --- | ----------- | --------------------------------------------------------------------------------------------- |
| 1     | Cedar County Sheriff's House and Jail             | Cedar County Sheriff's House and Jail             | 2003 ID-Nr. 03000913 | 118 West 4th Street 41° 46′ 9″ N, 91° 7′ 45″ W                                                                                        | Tipton      | 1892 im viktorianischen Stil errichtetes Gefängnis, Sheriffbüro und Wohnhaus; heute Lagerhaus |
| 2     | Downey Savings Bank                               | Downey Savings Bank                               | 1976 ID-Nr. 76000740 | Front Street 41° 36′ 57″ N, 91° 20′ 58″ W                                                                                             | Downey      | 1903 errichtetes Bankgebäude                                                                  |
| 3     | Floral Hall                                       | Floral Hall                                       | 1976 ID-Nr. 76000741 | 220st Street 41° 46′ 25″ N, 91° 8′ 38″ W                                                                                              | Tipton      | 1899 errichteter achteckiger Pavillon auf dem Gelände des Cedar County Fairgrounds            |
| 4     | William Green House                               | William Green House                               | 1999 ID-Nr. 99000488 | 1709 Madison Street 41° 40′ 26″ N, 91° 9′ 43″ W                                                                                       | Rochester   | 1853 errichtetes Wohnhaus                                                                     |
| 5     | Gruwell and Crew General Store                    | Gruwell and Crew General Store                    | 1982 ID-Nr. 82002610 | 109 West Main Street 41° 40′ 5″ N, 91° 20′ 49″ W                                                                                      | West Branch | 1894 errichtetes Geschäftshaus                                                                |
| 6     | Hannah Morse Fowler Hall House                    |                                                   | 1998 ID-Nr. 98000378 | 1285 Garfield Avenue 41° 45′ 32″ N, 91° 15′ 15″ W                                                                                     | Buchanan    | 1854 errichtetes Wohnhaus                                                                     |
| 7     | Herbert Hoover National Historic Site             | Herbert Hoover National Historic Site             | 1966 ID-Nr. 66000110 | 210 Parkside Drive 41° 40′ 5″ N, 91° 20′ 58″ W                                                                                        | West Branch | Geburtshaus des 31. US-Präsidenten Herbert Hoover                                             |
| 8     | Hotel Tipton                                      | Hotel Tipton                                      | 1998 ID-Nr. 98001328 | 524-527 Cedar Street 41° 46′ 15″ N, 91° 7′ 43″ W                                                                                      | Tipton      | 1894 im Italianate-Stil errichtetes Hotel                                                     |
| 9     | Kreinbring Phillips 66 Gas Station                | Kreinbring Phillips 66 Gas Station                | 2000 ID-Nr. 00000933 | 200 Main Street 41° 51′ 28″ N, 90° 55′ 13″ W                                                                                          | Lowden      | 1934 errichtete Tankstelle                                                                    |
| 10    | Lincoln Hotel                                     | Lincoln Hotel                                     | 1996 ID-Nr. 96000699 | 408 Main Street 41° 51′ 28″ N, 90° 55′ 35″ W                                                                                          | Lowden      | 1915 errichtetes Hotel                                                                        |
| 11    | Mill Creek Bridge                                 | Mill Creek Bridge                                 | 1998 ID-Nr. 98000743 | Brücke der Plum Street über den Mill Creek 41° 54′ 15″ N, 91° 3′ 53″ W                                                                | Clarence    | 1889 errichtete Fachwerkbrücke                                                                |
| 12    | Red Oak Grove Presbyterian Church and Cemetery    | Red Oak Grove Presbyterian Church and Cemetery    | 2010 ID-Nr. 09001302 | 751 King Avenue 41° 50′ 9,4″ N, 91° 9′ 25,5″ W                                                                                        | Tipton      | 1899 im neoklassizistischen Stil errichtete Kirche                                            |
| 13    | John Christian and Bertha Landrock Reichert House | John Christian and Bertha Landrock Reichert House | 1991 ID-Nr. 91001861 | 508 East 4th Street 41° 46′ 9″ N, 91° 7′ 13″ W                                                                                        | Tipton      | 1883 errichtetes Wohnhaus                                                                     |
| 14    | St. Paul's Episcopal Church and Parish Hall       | St. Paul's Episcopal Church and Parish Hall       | 1985 ID-Nr. 85000002 | 206 6th Avenue 41° 35′ 55″ N, 90° 54′ 46″ W                                                                                           | Durant      | 1856 im neugotischen Stil errichtete Kirche                                                   |
| 15    | Tipton State Bank                                 | Tipton State Bank                                 | 2000 ID-Nr. 00001075 | 501 Cedar Street 41° 46′ 13″ N, 91° 7′ 42″ W                                                                                          | Tipton      | 1924 im neoklassizistischen Stil errichtete Bank                                              |
| 16    | West Branch Commercial Historic District          | West Branch Commercial Historic District          | 1987 ID-Nr. 90000158 | West Main Street und North Downey Street, North Downey Street und Main Street sowie 124 West Main Street 41° 40′ 23″ N, 91° 20′ 54″ W | West Branch | Elf Gebäude in verschiedenen Baustilen im Stadtzentrum                                        |